# Glyphesis
Genre
Glyphesis est un genre d'araignées aranéomorphes de la famille des Linyphiidae.

## Distribution
Les espèces de ce genre se rencontrent en écozone holarctique.

## Liste des espèces
Selon World Spider Catalog (version 25.0, 22/01/2024) :
- Glyphesis asiaticus Eskov, 1989
- Glyphesis cottonae (La Touche, 1946)
- Glyphesis idahoanus (Chamberlin, 1949)
- Glyphesis nemoralis Esyunin & Efimik, 1994
- Glyphesis scopulifer (Emerton, 1882)
- Glyphesis servulus (Simon, 1882)
- Glyphesis taoplesius Wunderlich, 1969

## Systématique et taxinomie
Ce genre a été décrit par Simon en 1926 dans les Argiopidae.

## Publication originale
- Simon, 1926 : Les arachnides de France. Synopsis générale et catalogue des espèces françaises de l'ordre des Araneae; 2e partie. Paris, vol. 6, p. 309-532.